# Haematopota tendeiroi
Haematopota tendeiroi är en tvåvingeart som beskrevs av Travassos Dias 1959. Haematopota tendeiroi ingår i släktet Haematopota och familjen bromsar.
Artens utbredningsområde är Moçambique. Inga underarter finns listade i Catalogue of Life.